# Nyer
Nyer (['ɳeɾ])  es una localidad  y comuna francesa, situada en el departamento de Pirineos Orientales en la región de Languedoc-Rosellón y comarca histórica del Conflent.
A sus habitantes se les conoce por el gentilicio de nyérois en francés o nier, niera en catalán.

## Historia
El nombre es de origen prerromano. 
A principios del siglo XVII, Tomàs de Banyuls i Llupià, Señor de Nyer, tuvo un papel destacado en las luchas entre los dos bandos de la nobleza catalana, hasta el punto que se ha sugerido que dio nombre al bando de los Nyerros por la señoría de Nyer. 
Tomàs de Banyuls dio refugio al bandolero nyerro Serrallonga.

## Demografía
| 111 | 137 | 112 | 140 | 132 | 108 |
| Para los censos de 1962 a 1999 la población legal corresponde a la población sin duplicidades (Fuente: INSEE [Consultar]) |     |     |     |     |     |